# یواس‌اس اولیس (ای‌آربی-۹)
یواس‌اس اولیس (ای‌آربی-۹) (به انگلیسی: USS Ulysses (ARB-9)) یک کشتی بود که طول آن ۳۲۸ فوت (۱۰۰ متر) بود. این کشتی در سال ۱۹۴۴ ساخته شد.